# 도가미키타역
도가미키타역(일본어: 栂・美木多駅, とが・みきたえき)은 일본 오사카부 사카이시 미나미구에 있는 센보쿠 고속철도 센보쿠 고속철도선의 역이다. 역 번호는 SB04이다.
센보쿠 뉴타운의 토가 지구라고 불리는 홀쪽한 구릉상에 있다.

## 역 구조
섬식 승강장 1면 2선의 교상역이다. 개찰구는 1곳만 있다.

### 승강장
| 승강장 | 노선            | 방향 | 행선                                                            |
| ------ | --------------- | ---- | --------------------------------------------------------------- |
| 1      | ■ 센보쿠 고속선 | 하행 | 고묘이케・이즈미추오 방면                                       |
| 2      | ■ 센보쿠 고속선 | 상행 | 이즈미가오카・나카모즈・(난카이 고야 선)사카이히가시・난바 방면 |

## 역 주변
- 사카이 시 미나미 구청
- 사카이 시립 토가 문화회관
  - 사카이 시립 남부 도서관 토가 분관
- 오사카 부경 미나미사카이 경찰서(옛, 센보쿠 경찰서)
- 오사카 부경 미나미사카이 경찰서 토가 역전 파출소
- 일본우편 주식회사 센보쿠 우편국(집배국)
- 일본우편 주식회사 센보쿠 토가 우체국
- 사카이 시 소방국 미나미 소방서
- 오사카 부립 사카이니시 고등학교
- 오사카 부립 후쿠이즈미 고등학교
- 오사카 부립 센보쿠 고등 지원학교
- 사카이 시립 하라야마다이 중학교
- 사카이 시립 하라야마다이 초등학교
- 사카이 시립 하라야마다이히가시 초등학교
- 긴키 대학 의학부 사카이 병원(옛 국립 센보쿠 병원)
- 센보쿠 진나이 병원(옛, 진나이 병원)
- 다이에 토가점
- 가든 시티
- 히가시분도 서점
- 리소나 은행 센보쿠 토가 지점
- 센보쿠 토가 우체국
- 미쓰이스미토모 은행 센보쿠 토가 지점
- 크로스 몰
- TOHO 시네마즈 센보쿠
- 디 다이소 크로스 몰점
- 라운드 원 센보쿠점
- 스포츠 클럽 액토스 센보쿠 하라야마다이
- 샌디 센보쿠 하라야마다이점
- 니시하라 공원
- 하라야마 공원
- 니와시로 공원
- 오이케 공원
- 하베스트 힐
- 이즈미가오카 컨트리 클럽
- 사카이 공원 묘지

## 역사
- 1973년 12월 7일: 이즈미가오카 ~ 당역 간 연장 개통으로 영업 개시.
- 1977년 8월 20일: 당역 ~ 고묘이케 역까지 노선 연장으로 중간역이 됨.

## 인접역
| 난카이 전기 철도 ■ 센보쿠선 | 난카이 전기 철도 ■ 센보쿠선    | 난카이 전기 철도 ■ 센보쿠선   |
| --------------------------- | ------------------------------ | ----------------------------- |
| SB03 이즈미가오카 난바 방면 | ■ 구간급행 ■ 준급행 ■ 각역정차 | 고묘이케 SB05 이즈미추오 방면 |